# 戴维希尔
戴维希尔（Davy Hill）是英国在加勒比海的海外属地蒙特塞拉特的一座城镇。位于岛上西海岸最窄角附近。该地与圣约翰斯由道路连接。